# Cải cách Taika
Cải cách Taika (大化の改新 (Đại Hoá cải tân) Taika no Kaishin) là cuộc cải cách trong lịch sử Nhật Bản, do Thiên hoàng Kōtoku (孝徳天皇, Kōtoku-tennō) đề xướng năm 645. Từ cuộc cải cách của vua Kōtoku, Nhật Bản từng bước chuyển hoá thành một nhà nước phong kiến. Trước cải cách Taika, các triều Thiên hoàng vẫn còn mang dấu vết của chế độ thủ lĩnh bộ lạc, tuỳ theo mức độ cao hay thấp. Cuộc cải cách được thực hiện ít lâu sau khi Thánh Đức Thái tử (622) qua đời, và thất bại của dòng họ Soga, nước Nhật được thống nhất.

## Công cuộc cải cách
Năm 645, Hoàng tử Karu lên nối ngôi, trở thành Thiên hoàng Kōtoku - vị Thiên hoàng thứ 36 trong lịch sử đất nước Mặt trời mọc. Phỏng theo thiết chế của triều Đường bên Trung Hoa, Thiên hoàng Kōtoku đã thực hiện cải cách về nhiều mặt: hành chính, tài chính, thuế khoá, quân đội, luật pháp, đất đai, giáo dục, … Với cuộc cải tổ này, ông đã thành lập một nhà nước phong kiến Nhật Bản, trên thực tế là theo hình mẫu chế độ phong kiến của đế quốc Trung Hoa đương thời.
Về sau, Thiên hoàng Tenji (Tenji-tennō) lên nối ngôi, trở thành vị Thiên hoàng thứ 38 trong lịch sử Nhật Bản. Ông và con trai là Thiên hoàng Monmu (Monmu-tennō) (697 - 707) tiếp tục thực hiện cuộc Cải cách Taika do vua Kōtoku đề xướng.